# Guerre de l'Anneau
Pour les articles homonymes, voir La Guerre de l'Anneau.
Guerre de l'Anneau
Batailles
Guerre de l'Anneau
- Gués de l'Isen (1re)
- Gués de l'Isen (2e)
- Fort-le-Cor
- Isengard
- Champs du Pelennor (15-3)
- Dale (17-3)
- Porte Noire (25-3)
- Lézeau (3-11)

La guerre de l'Anneau (en anglais : War of the Ring) est un conflit imaginaire relaté dans le roman Le Seigneur des anneaux de J. R. R. Tolkien.
Couvrant les années 3018 et 3019 du Troisième Âge, cette guerre oppose principalement Sauron, le Seigneur des Ténèbres et son allié Saroumane aux Peuples Libres de la Terre du Milieu : les Elfes, les Hommes, les Nains et, dans une moindre mesure, les Ents et les Hobbits.
Ce conflit se déroule sur plusieurs théâtres, dont le plus important se trouve au sud, dans les batailles opposant le Rohan à Saroumane et le Gondor au Mordor. Des combats ont également lieu dans La Comté, en Lothlórien, dans la Forêt Noire et autour d'Erebor.
Les forces de Sauron ne sont vaincues que lorsque l'Anneau unique est détruit, le 25 mars 3019, entraînant la chute de leur maître. La guerre de l'Anneau ne s'achève cependant que plusieurs mois après, avec la bataille de Lézeau qui marque la libération de la Comté des bandits envoyés par Saroumane.

## Histoire fictive

### Contexte
La Guerre de l’Anneau est le dernier acte du long conflit qui oppose Sauron aux Peuples Libres de Terre du Milieu, conflit lui-même issu des Guerres de Beleriand du Premier Âge qui ont vu Elfes, Humains, Nains et Valar combattre Morgoth, dont Sauron était alors le fidèle lieutenant.
Ce conflit ne faisait en fait que couver depuis la défaite de Sauron et la perte de l'Anneau Unique lors du Siège de Barad-dûr (3441 SA), mais éclate vraiment lors de l'attaque de la Comté par les Cavaliers Noirs, le 22 septembre 3018.

## Batailles de la guerre de l'Anneau

### Batailles des gués de l'Isen
Les batailles des Gués de l'Isen, sont deux affrontements successifs qui eurent lieu durant la guerre de l'Anneau et qui opposèrent le Rohan aux troupes de Saroumane et des Hommes du pays de Dun. Ces deux batailles se déroulèrent, comme leur nom l'indique, à hauteur des gués de la rivière Isen.

#### Première bataille des Gués de l'Isen
Cette bataille vit la victoire difficile du Rohan mais aussi la mort de Théodred qui succomba sous un assaut d'Orques et de féroces Uruk-hai de Saroumane. La bataille fut remportée grâce à l'arrivée de cavaliers venus d'Edoras en renfort.

#### Deuxième bataille des Gués de l'Isen
La seconde bataille conduisit à une sévère défaite des Rohirrim. C'est l'armée tout entière de Saroumane qui sortit de l'Isengard et passa les gués. Incapables de repousser ces troupes, les Rohirrim ne durent leur salut qu'à l'intelligence de leur capitaine Grimbold qui profita de la nuit pour rompre le mur de boucliers qu'ils avaient formé et évacuer ses soldats. Une partie d'entre eux put se replier au Gouffre de Helm, les autres furent dispersés avant d'être réunis par Erkenbrand et Gandalf.

### Bataille de l'Isengard
La bataille de l'Isengard est la victoire décisive des Ents commandés par Sylvebarbe, Merry et Pippin contre la garnison d'Isengard commandée par Saroumane en libérant les eaux captives,.

### Bataille de Fort-le-Cor
La bataille de Fort-le-Cor (appelée souvent, bataille du Gouffre de Helm) (en anglais, Battle of the Hornburg) oppose les forces de Saroumane à celles du Rohan, commandées par Théoden, qui s'était réfugié dans la forteresse de Fort-le-Cor,. Les elfes et les Rohirrims d'Eomer sont des rajouts du film, c'est Erkenbrand qui vient avec des fantassins.

### Bataille des Champs du Pelennor
La bataille des Champs du Pelennor est la bataille la plus importante de la Guerre de l'Anneau en termes d'effectifs engagés. Elle voit s'affronter les forces du Gondor et de ses alliés aux forces de Sauron. Elle se déroule le 15 mars 3019 T.A.
Une vaste armée composée d'Orques, d'hommes et d'autres créatures fut envoyée par Sauron vers le pays du Gondor avec pour intention de s'emparer de la Cité Blanche, Minas Tirith, et de provoquer, par là même, la ruine du royaume des Hommes.
Ayant pris la rive orientale, puis occidentale de la ville d'Osgiliath, les Orques construisirent un pont de fortune qui leur permit de faire traverser l'Anduin à leurs armes de siège. Ne disposant d'aucune arme comparable, les défenseurs gondoriens ne pouvaient pas riposter car les Orques se tenaient hors de portée de leurs arcs. Bientôt, les Spectres de l'Anneau, les effroyables Nazgûl, planèrent sur la cité, l'emplissant de terreur. Seuls Gandalf et le prince Imrahil de Dol Amroth tentaient de rallier les combattants pour maintenir la résistance de la capitale du Gondor.
Pour entrer dans la cité, les hordes du Mordor firent avancer une terrible arme : un monstrueux bélier, appelé Grond, en souvenir du Marteau des Enfers, la terrible arme de Morgoth. Marqué de runes de ruine, Grond avait une tête taillée en celle d'un loup dévorant. En trois coups seulement, il défonça la Grande Porte de Minas Tirith, réputée invulnérable, livrant ainsi le Premier Cercle de la cité aux assaillants. Le Roi-Sorcier d'Angmar entra à cheval, mais Gandalf lui barra la route.
Guidés par les Drúedain de la forêt de Drúadan, l'armée du Rohan, commandée par le roi Théoden arrive du Nord par un accès non surveillé, prenant les forces de Sauron à l'improviste en les attaquant par derrière. La désorganisation qui s'ensuit oblige le Roi-Sorcier, qui menait l'assaut contre la cité en première ligne, à quitter la Porte pour s'occuper de cette nouvelle menace. Dans un premier temps les compagnies du Rohan chargent les forces ennemies massées devant Minas Tirith, dévastant les camps construits par les Orques et les engins de siège.
Théoden fait ensuite volte-face pour affronter la cavalerie suderonne ou Haradrim, dont il abat personnellement le chef et le porte-étendard. Mais le cheval du Roi, abattu d'une flèche, chute et s'effondre sur lui, le mettant à la merci du Roi-Sorcier, désormais monté sur une créature ailée.
La nièce de Théoden, Éowyn, déguisée en soldat Rohirrim, se dresse entre le corps brisé de son oncle et le seigneur des Nazgûl. Avec l'aide inattendue du Hobbit Merry Brandebouc, porteur d'une lame de Númenor conçue spécifiquement pour blesser le Roi-Sorcier, elle parvient à détruire le chef des Esprits Servants de l'Anneau qui se croit invincible, en raison d'une prophétie disant qu'aucun homme vivant ne peut le tuer. Mais Éowyn, étant une femme, y parvient. Le coup porté à l'encontre du plus terrible des serviteurs du Mordor fait cependant sombrer Eowyn et Merry dans une léthargie surnaturelle tandis que Théoden expire.
Le combat commence à tourner en la défaveur du Rohan avec l'arrivée des Mûmakil de Harad, portant des tours de guerre remplies de Haradrim. Les forces de Sauron se rallient au pied des Mûmakil, brisant l'assaut d'Éomer, qui remplace son oncle Théoden. Afin de le secourir, le prince Imrahil charge avec les compagnies à cheval de la Cité les bandes d'Orques qui s'étaient rassemblées près de la Porte éventrée, suivi par les fantassins du Gondor. Mais l'arrivée de renforts de l'armée de Sauron composés d'Orques, de Semi-Trolls et d'hommes (Haradrim, Variags de Khand et Orientaux) en provenance d'Osgiliath rend l'issue de la bataille incertaine.
Sur le fleuve Anduin, la flotte des Pirates d'Umbar arrive, redonnant un temps courage aux troupes du Mordor. Mais il s'avère que la bannière des Rois du Gondor flotte aux mâts des navires et que les navires transportent en réalité les troupes d'Aragorn, prétendant au trône de Gondor.
Les forces de Sauron sont prises en tenaille entre les Rohirrim et les forces d'Aragorn. Malgré une résistance acharnée, notamment des Orientaux et des Haradrim qui se battent jusqu'à la mort, le Pelennor est libéré au crépuscule.

#### Armée du Gondor
Bien que l'effectif de la garnison de Minas Tirith ne soit pas précisé par Tolkien, le texte mentionne qu'elle compte plusieurs compagnies à pied et à cheval, dont une compagnie de rangers et au moins trois compagnies de Gardes de la Tour.
La garnison est renforcée par environ 3 000 guerriers venus des fiefs du royaume et de son unique principauté, Dol Amroth. Le détail de la composition de ces renforts est le suivant :
Lamedon, « quelques farouches montagnards sans capitaine » ; Ethir Anduin, environ 100 pêcheurs (Fisher-folk) ; Anfalas (Golasgil), « une longue colonne d'hommes […] sommairement équipés » ; Lossarnach (Forlong le Gros), 200 fantassins ; Val de Ringló (Dervorin), 300 fantassins ; de la haute vallée du Morthond (Duinhir), 500 archers ; Pinnath Gelin (Hirluin le Beau), 300 fantassins ; Dol Amroth (Prince Imrahil), 700 fantassins et « une compagnie de chevaliers ».
En plus d'être commandées par leurs capitaines, ces forces sont sous le commandement de l'intendant Denethor. Toutefois, c'est Gandalf qui prendra le commandement effectif quand Denethor aura sombré dans le désespoir et la folie.

#### Armée des Rohirrim
Elle est composée de 6 000 cavaliers du Rohan. C'est le Roi Théoden qui la mène, assisté de trois Maréchaux : Elfhelm, Grimbold et Éomer. À la mort de Théoden, Éomer lui succède comme commandant et souverain.

#### La Compagnie Grise
La Compagnie se compose d'Aragorn, de Legolas, de Gimli, des deux fils d'Elrond, Elladan et Elrohir, et de 30 Dúnedain, parmi lesquels un ami et parent d'Aragorn, Halbarad. Ils sont rejoints par des hommes rassemblés en cours de route : des équipages réduits en esclavage des navires d'Umbar, des hommes de l'Ethir et du Lebennin (environ 2500 hommes).

#### Armée du Mordor
Elle est composée d'une multitude de serviteurs de Sauron, Orques et Trolls.
Les alliés de Sauron participent également à la bataille : on compte ainsi une force de Suderons ou Haradrim, comptant de la cavalerie ainsi que des Mûmakil. Les Haradrim sont trois fois supérieurs en nombre aux Rohirrim, soit environ 18 000 hommes. Une force d'Orientaux, de Variags de Khand et de Semi-Trolls d'Extrême-Harad venus en renfort est aussi mentionnée mais leur effectif n'est pas précisé. Un certain nombre d'hommes, fantassins et cavaliers, venant de Minas Morgul et étant sous le commandement du Roi-Sorcier, est aussi présente, mais leur nombre n'est pas précisé.
Le Roi-Sorcier d'Angmar mène l'assaut, secondé par les Nazgûl et par le lieutenant de Morgul, Gothmog.

### Bataille de Dale
La bataille de Dale eut lieu le 17 mars 3019 du Troisième Âge, c'est-à-dire deux jours après la bataille des Champs du Pelennor. C'est au pied de l'Erebor que les armées de Dáin II Pied d'Acier et de Brand de Dale affrontèrent les armées d'Orientaux envoyés par Sauron. Mais elles furent vite submergées par leur nombre, et durent sonner la retraite vers le Mont Solitaire. Devant la Porte de l'Erebor, Brand fut tué ainsi que Dáin qui défendait le corps de son ami, mais les Orientaux continuèrent leur avancée jusqu'à obliger les troupes à s'enfermer dans le Mont Solitaire et à endurer un siège. Ce n'est que le 27 mars 3019, deux jours après la chute de Sauron, que les troupes dirigées par Thorin III et Bard II les fils de Dáin et de Brand, firent une sortie victorieuse et décimèrent les Orientaux, mettant ainsi un terme à la bataille de Dale.

### Bataille de la Porte Noire
La Bataille de la Porte Noire ou bataille du Morannon oppose les armées du Gondor et du Rohan à celles du Mordor et a lieu peu après la bataille des Champs du Pelennor, le 25 mars de l'an 3019 du Troisième Âge.

### Bataille de Lézeau
La bataille eut lieu le 3 novembre 3019 du Troisième Âge (1419 de la datation de la Comté), et elle vit s'affronter les Hobbits du Comté et les hommes de Sharkey, c'est-à-dire le magicien Saroumane. Cette bataille est considérée comme la dernière de la guerre de l'Anneau, et la seconde à se dérouler à l'intérieur des frontières du Comté (après l'historique bataille des Champs Verts) depuis sa création plus de 1 400 ans auparavant.
Les Hobbits furent menés par Frodon Sacquet, Samsagace Gamegie mais surtout Merry et Pippin qui mirent à profit l'expérience acquise au service du Rohan et du Gondor. Ils bloquèrent les routes et prirent leurs ennemis en embuscade. Bien que Frodon les eût incités à se rendre, ils préférèrent lutter et furent vaincus par les Hobbits. Après la bataille, Frodon se confronta à Saroumane, qu'il bannit à jamais du Comté. Gríma assassina alors son maître et fut transpercé par trois flèches hobbites. Ce fut la dernière mort de la Guerre de l'Anneau, et elle eut lieu à la porte de Cul-de-Sac, là où l'aventure avait commencé.

### Batailles méconnues

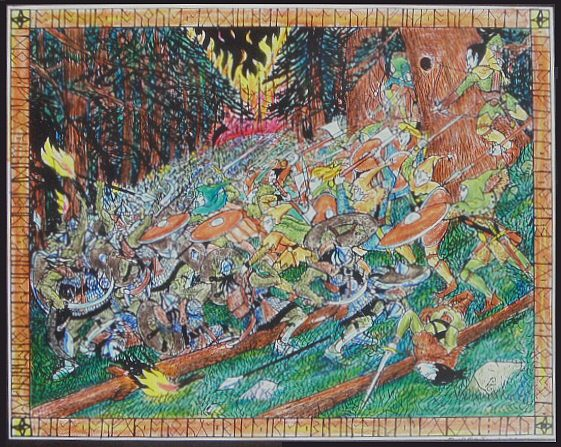
La Bataille sous les Arbres

La Lothlórien et la Forêt Noire subirent également des assauts de troupes d'Orques venus de Dol Guldur et des Monts Brumeux. La demeure de Galadriel fut attaquée  par trois fois et le royaume de Thrandhuil fut envahi et ce fut La Bataille des Arbres, nombre d'elfes sont morts dans ces attaques. Puis les Elfes Sylvains détruisirent Dol Guldur et les forces s'y trouvant.